# Iridomyrmex viridiaeneus
Iridomyrmex viridiaeneus é uma espécie de formiga do gênero Iridomyrmex.